# Кембриджський університет
Ке́мбриджський університе́т — один з найстаріших та найвідоміших університетів у світі. Університет в Кембриджі — це незалежна самоврядна корпорація, що складається з низки установ (коледжі та університет у тісному сенсі), що не одержує від уряду ніякої допомоги і що не підлягає жодному нагляду; до 1950 року університет посилав двох депутатів до Парламенту Великобританії.
Разом з Оксфордським університетом є найпрестижнішим університетом Великої Британії. Кембриджський університет входить у п'ятірку найпрестижніших навчальних закладів у світі. Станом на 2009 рік випускниками Кембриджа є 83 нобелівські лауреати — за цим показником він лідирує серед університетів світу.
Ректором Кембриджу у свій час був Принц Філіп, герцог Единбурзький, у липні 2025 ректором обрано Крістофера Сміта, барона Фінсбері. Із 2023 року віце-ректор — Дебора Прентіс.

## Історія
Університет засновано у 1209 році у місті Кембридж, графство Кембриджшир студентами та викладачами Оксфордського університету, які вимушені були залишити Оксфорд через збройні сутички з місцевим населенням.
Кембриджський університет виник за зразком Паризького університету і, мабуть, розвинувся з тієї системи викладання, яку вже в XII ст. ввело тут духівництво єпархії Елі (Ely). Перший коледж у Кембриджі відкрився в 1284 році.

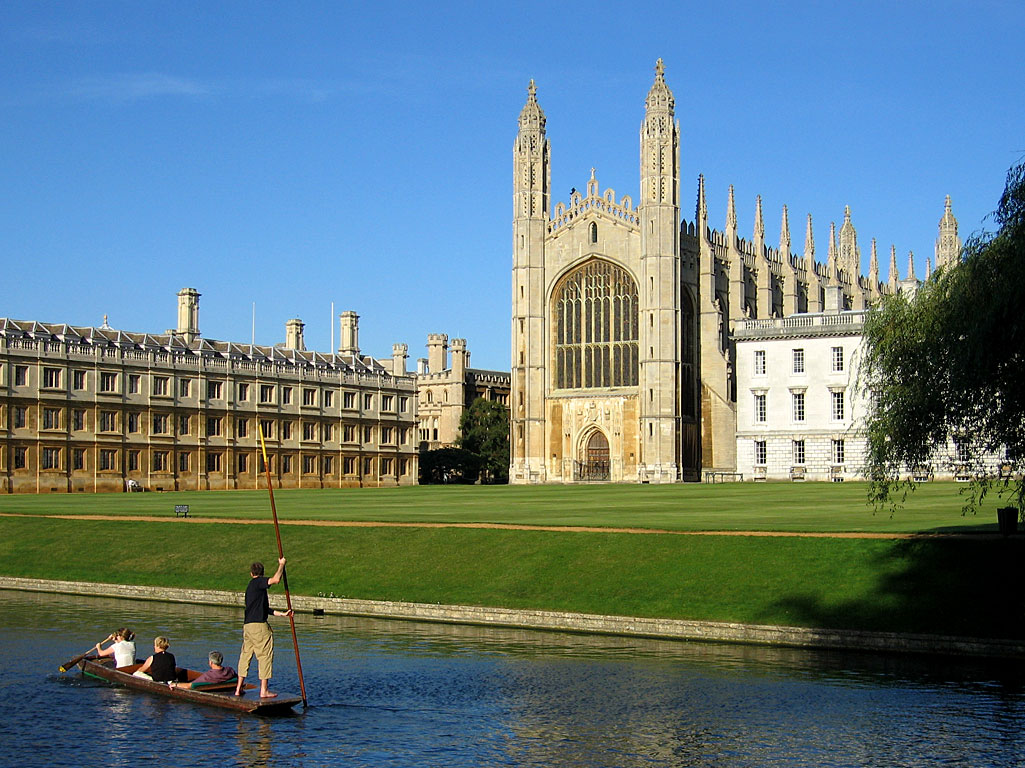
Клер коледж (зліва) і каплиця Королівського коледжу (центр), зведена у 1446—1515

Найзнаменитіша споруда Кембриджа — собор Королівського коледжу. Він будувався майже сто років: з 1446 року — і став найбільшою архітектурною спорудою. Виступ хору хлопчиків собору Королівського коледжу щороку традиційно транслює телебачення на Різдво.
Папа Іоанн XXII офіційно визнав Університет в 1318 році, але до того моменту це вже був навчальний заклад, який цілком затвердився. Освіта в Кембриджі тривала довгі роки, а після закінчення навчального закладу потрібно ще провести в ньому не менш двох років як викладач.
До середини XIX століття в Кембриджському університеті велика увага приділялася математиці: випускний екзамен із цієї дисципліни був обов'язковим для всіх студентів. Проте університет дав світу також відомих гуманітаріїв і представників творчих професій. Серед найвідоміших вихованців Кембриджського університету Олівер Кромвель, Чарльз Дарвін, Ісаак Ньютон.
Вікторіанські реформи сприяли тому, щоб в 1869 році відкрився Girton — перший жіночий коледж. Кембриджський університет управлявся на підставі Universities of Oxford and Cambrige Act (1877), в 1882 р. затвердженого королевою. Сутність реформи полягала у знищенні виняткового права осіб англіканської церкви на отримання посад, стипендій тощо в університеті та коледжах, у скасуванні обмежень щодо осіб різних національностей і станів, у залученні коледжів до участі у витратах по університету, в перетворенні колишніх і введенні нових галузей викладання, в допущенні жінок до вищої освіти. Законодавчим органом Кембриджського університету став сенат, до складу якого входить канцлер, віцеканцлер, всі доктори, а також магістри (Masters), що продовжували перебувати членами університету, тобто платити щорічний внесок.

## Структура
Дивіться докладніше у статті Коледжі Кембриджського університету.
Університет складається з центральної адміністрації та 31 коледжу. Серед них три приймають лише жінок (Нью-Хол, Ньюнам, Люсі Кавендіш). Крім того, шість коледжів (Клер-Хол, Дарвін, Х'юз-Хол, Люсі Кавендіш, Св. Едмунда, Вулфсон) приймають лише студентів, що, хоча і здобувають свій перший ступінь (бакалавр), є старшими за 21 рік, або тих, які здобувають другий ступінь (магістр) або здійснюють дослідження.
У Кембриджі є кілька теологічних коледжів, наприклад, Вестмінстерський коледж і Рідлі-Хол, пов'язані з університетом через Кембриджську теологічну федерацію.
Університет має власну конституцію і є самокерованим утворенням зі своїм законодавчим органом (Regent House), в який входять 3 тисячі викладачів і адміністративних працівників. Адміністративним органом Кембриджа є Рада, а Генеральне правління факультетів координує навчальну політику університету, в який входить понад 100 відділень, факультетів і шкіл. На 2008 рік в Кембриджі навчається понад 18000 студентів, близько 17 % з яких — іноземці. Більша частина студентів віддає перевагу гуманітарним наукам.
Академічні напрями:
- Наукові: хімічної інженерії; комп'ютерних наук; інженерії; промислової інженерії; математики; медицини; природних наук; ветеринарної медицини.
- Гуманітарні: англо-саксонської, скандинавської і кельтської культури; археології і антропології; архітектури; античної класики; економіки; освіти; англійської мови; географії; історії; історії мистецтв; земельного господарства; права; лінгвістики; менеджменту; сучасних і середньовічних мов; музики; східної культури; філософії; соціальних і політичних наук; релігії і теології.

З 2006 року Кембридж вводить зміни в свій курс слов'янських мов. Раніше на кафедрі викладали тільки російську і польську мови і літературу, а зараз до цього списку також увійшла українська мова. Українські студії в Кембриджському університеті діють в університеті з 2010 року й займаються викладанням української мови, літератури, культури та історії.

## Українська стипендіальна програма
2010 року фонд FIRTASH Foundation започатковав благодійна програма, що надає можливість безкоштовно отримати магістерський ступінь в Кембриджському університеті українським студентам. Програма покриває оплату навчання та стипендію, може включати оплату британської візи, перельоту та страхового поліса на період навчання.